# Fort Moultrie
Le fort Moultrie est le nom d'une série de forts construits sur la Sullivan's Island en Caroline du Sud (États-Unis) destinés à protéger la ville de Charleston des attaques britanniques.  Il est situé dans le Fort Sumter and Fort Moultrie National Historical Park.

## Situation
Il est situé en Face du Fort Wagner

## Histoire
Le fort est rebaptisé en l'honneur du général William Moultrie, commandant patriote américain lors de la bataille de Sullivan's Island. 